# Spirit Squad
Palmarès
1 fois NYWC Tag Team Champions 
1 fois WWE World Tag Team Champions
La Spirit Squad est une équipe de catcheurs heel composée de Mikey et Kenny, possédant des gimmicks de cheerleaders et travaillant actuellement à la WWE, dans la division SmackDown. Le groupe était historiquement composé de Michael Brendli, Nick Nemeth, Johnny Jeter, Nick Mitchell et Kenneth Doane. Il ne reste aujourd'hui que deux membres : Mikey et Kenny. 
En tant que catcheurs heel, ils trichaient toujours pour gagner. Étant cinq, les membres du clan interféraient toujours dans les matchs des autres.

## Carrière

### World Wrestling Entertainment (2006)
À Wrestlemania 22, ils interviennent dans le match entre Vince McMahon et Shawn Michaels, en faveur du Chairman
Le 3 avril 2006, les pom pom boys défont Big Show et Kane et obtiennent la ceinture de la WWE World Tag Team Championship (en trichant, 5 contre 2, l'arbitre étant alors assommé).
Le 22 mai 2006, à Raw, le Spirit Squad prend le dessus sur Shawn Michaels, puis lui "casse" la jambe avec l'aide d'une chaise. Vince McMahon, heureux de voir Michaels dominé, appelle alors Triple H pour que celui-ci achève Michaels avec son sledgehammer (masse). Triple H se retournera contre les McMahon et le Spirit Squad.
Le 12 juin 2006, Triple H est malmené par le Spirit Squad, mais à son tour Shawn Michaels l'aidera à s'en sortir et attaquera les cheerleaders.
Le 16 octobre 2006, ils se battent pour la première fois contre Cryme Tyme mais le Spirit Squad est vaincue. Le 23 octobre 2006 face à Cryme Tyme, ils perdent une seconde fois.
À Cyber Sunday, le 5 novembre 2006, ils perdent le titre face à Ric Flair et Roddy Piper.
À Survivor Series 2006, le 26 novembre 2006, ils sont battus par une équipe de 4 légendes composée par Ric Flair (lui-même, Ron Simmons, Sgt. Slaughter et Dusty Rhodes, cette équipe étant accompagnée jusqu'au ring par Arn Anderson). Ric Flair est le dernier survivant: il sera attaqué par tous les membres du Spirit Squad juste après le match.
À RAW, le lendemain, le Spirit Squad est une nouvelle fois battue par la D-Generation X lors d'un handicap match (5 vs. 2). Ce sera leur dernière apparition ensemble.

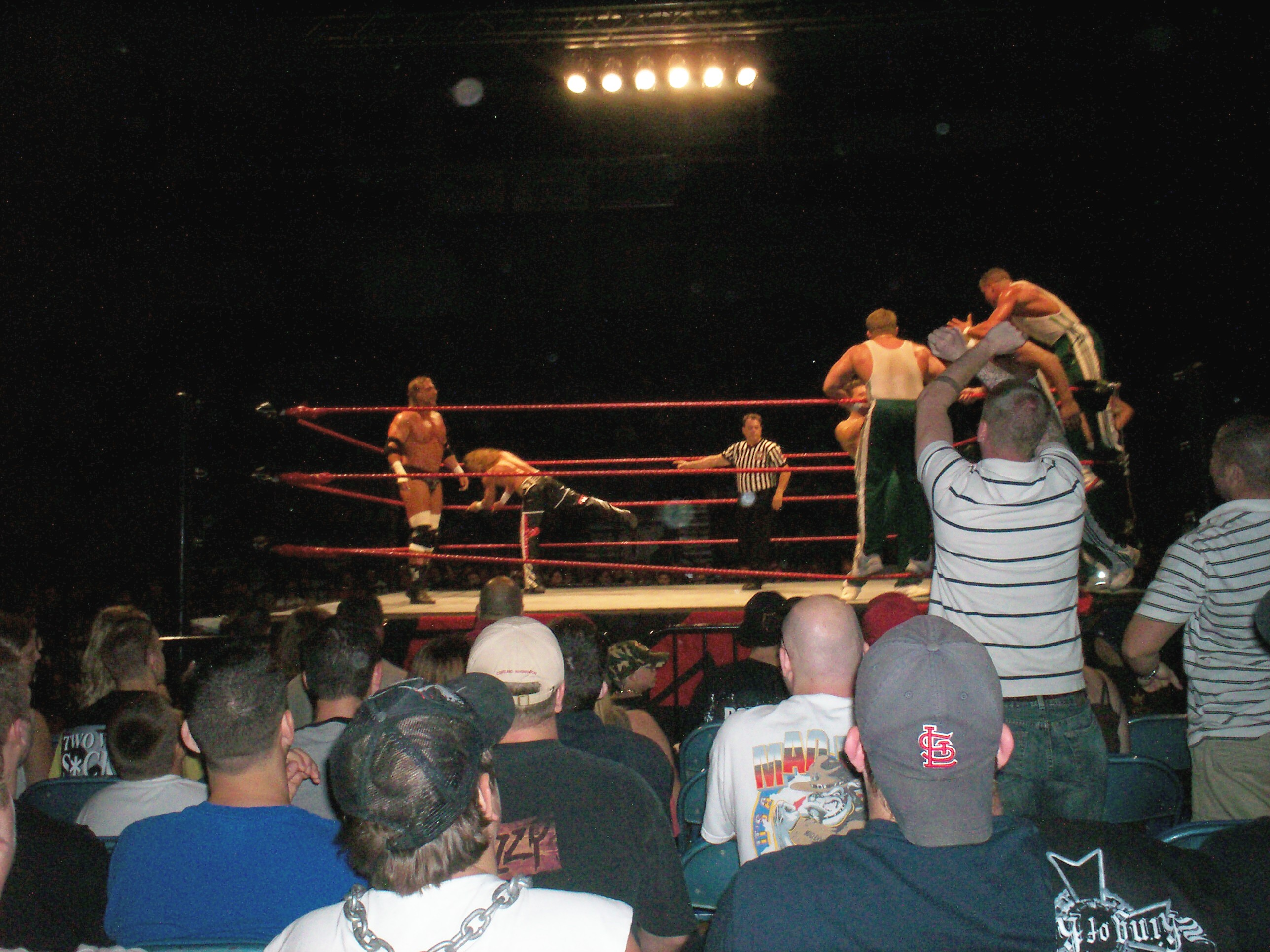
D-Generation X (Triple H et Shawn Michaels) vs. the Spirit Squad, 2006.

### Retour à la World Wrestling Entertainment (2016)

#### Retour de Kenny et Mikey (2016)
Le 4 octobre 2016 à Smackdown, Kenny et Mikey font leurs retour dans le MizTV et attaquent leur ancien partenaire Dolph Ziggler. Le 9 octobre à No Mercy, ils interviennent dans le match qui oppose Dolph Ziggler à The Miz pour le championnat intercontinental en faveur de ce dernier, mais se font expulser. The Miz perd alors le match et son titre. Le 11 octobre , ils affrontent Dolph Ziggler dans un match handicap mais perdent contre celui-ci. Après la victoire de Dolph, The Miz vient les aider à l'attaquer, mais Rhyno et Heath Slater les font fuir.

### Circuit Indépendant & House of Hardcore (2016-...)
Le 17 décembre 2016, Kenny et Mikey rejoignent la House of Hardcore et y effectuent leur premier match en perdant face à The Sandman et Tommy Dreamer.
Le 21 avril 2017 lors de House of Hardcore 24, ils perdent contre Tommy Dreamer et Bully Ray au cours d'un Street Fight Tag Team match. Le 19 mai lors de House of Hardcore 26, ils remportent leur premier match en battant Bill Carr & Dan Barry et Vik Dallshus & Hale Collins au cours d'un Three Way Tag Team match.  Le 18 juin lors de House of Hardcore 29, ils répondent à l'Open Challenge des Young Bucks et perdent contre ces derniers. Le 17 novembre 2017 lors de House of Hardcore 34, Kenny et Mikey font équipe avec Joey Matthews et Nick Aldis et perdent contre Tommy Dreamer, Super Crazzy, Little Guido et Shane Douglas.
Le 19 mai lors de House of Hardcore 43, ils perdent contre The Latin American XChange (Santana & Ortiz). Le 11 juillet lors de House of Hardcore 48, ils perdent avec Randy contre Swoggle, Bully Ray et Tommy Dreamer. Le 14 juillet lors de House of Hardcore 48, ils perdent avec Randy contre Swoggle, Bully Ray et Tommy Dreamer. Le 13 juillet lors de House of Hardcore 47, ils perdent contre Mark Silva et Swoggle. Le 14 juillet lors de House of Hardcore 48, ils perdent avec Randy contre Swoggle, Bully Ray et Tommy Dreamer.

## Palmarès
- Compound Pro Wrestling
  - ComPro Tag Team Championship (1 fois) – Kenny et Mikey
- Preston City Wrestling
  - PCW Tag Team Championship (1 fois) – Kenny et Mikey
- New York Wrestling Connection
  - 1 fois NYWC Tag Team Champions - Kenny et Mikey[13]

- World Wrestling Entertainment
  - 1 fois WWE World Tag Team Champions (contre The Big Show et Kane le 3 avril 2006[2]) (tous les membres du groupe défendent les titres)